# Smilax pittieriana
Smilax pittieriana là một loài thực vật có hoa trong họ Smilacaceae. Loài này được Steyerm. miêu tả khoa học đầu tiên năm 1951.